# Sabin (unidade)
O Sabin é definido como unidade de absorção do som. Um metro quadrado de um material 100% absorvente tem o valor de um m² Sabin. A unidade foi assim nomeada em homenagem ao engenheiro acústico estadounidense Wallace Clement Sabine. A absorção total de uma sala em Sabins (Sa) pode ser assim calculada:
A=S1α1+S2α2+...+Snαn=ΣSiαi, onde
A = a absorção do quarto (m2 sabin)
Sn = área superficial do material (m2) (p. ex. vidro, aço, concreto)
αn = coeficiente de absorção do material (tabelado)